# Biosatellite–2
Biosatellite–2 amerikai biológiai tudományos műhold.

## Küldetés
A misszió célja, hogy mérési eredményeket kapjanak mikrogravitációs környezetben  az élő szervezetre ható sugárzásokról, a súlytalanság hatásairól.

## Jellemzői
Tervezte, gyártotta és üzemeltette a NASA.
Megnevezései: Biosatellite–2; Biosatellite B; Biological Satellite (Bios 2); COSPAR:1967-083B. Kódszáma: 2632.
1967. szeptember 7-én a Cape Canaveralról (USAF)rakétaindító bázisról, az LC–17B (LC–Launch Complex) jelű indítóállványról egy Delta–G (475/D51) hordozórakétával juttatták alacsony Föld körüli pálya (LEO = Low-Earth Orbit). Az orbitális egység pályája 90,7 perces, 33,5 fokos hajlásszögű, elliptikus pálya perigeuma 286 kilométer, az apogeuma 313 kilométer volt. Tömege 313 kilogramm.
Tudományos célját nem érte el, elégett a légkörbe. A kutatást segítették biokémiai sejtek; sejtek és szövetek (növekedés); növények és állatok (növekedés). A kísérletek tárgyai: gyümölcslegyek, béka tojások, baktériumok és a búza palánták. 13 kísérleti programot hajtottak végre 45 óra alatt. A visszatérés meteorológiai okok miatt 8 nap után valósult meg.
1967. szeptember 15-én földi parancsra belépett a légkörbe és hagyományos – ejtőernyős leereszkedés – módon visszatért a Földre. A kutató kapszulát a levegőben kapta el egy repülőgép.